# Arnold Sutermeister
Arnold Sutermeister (11 juillet 1830 - 3 mai 1907) fut un entrepreneur suisse dans l'Ouest des États-Unis (affaires à Fort Wayne et Kansas City (Missouri)). Sutermeister était également un capitaine dans la guerre de Sécession où il commandait une batterie d'artillerie dans le théâtre occidental.

## Biographie
Arnold Sutermeister est né à Zofingue, en Suisse, le 11 juillet 1830. Il a étudié l'architecture à Berne et à Bâle. Après la mort de son père (en 1840), il est allé à Boston en 1846 avec sa mère et sa sœur. Il a déménagé à Fort Wayne en 1857 où il a travaillé comme professeur de mathématiques. En 1860, il épouse Louise Johanna Leibnitz (1836-1906).

Arnold Sutermeister en 1864

Lorsque la guerre civile américaine a commencé, Sutermeister a rejoint l'armée de l'Union en tant que capitaine de la 11e Batterie indépendante Indiana Light Artillery (Union Army) le 17 décembre 1861. Dans le théâtre occidental, il a participé au siège de Corinthe, à la bataille de Chickamauga et à la campagne de Chattanooga. Pendant la campagne d'Atlanta, il a commandé l'artillerie de siège de l'armée du Cumberland. Sutermeister a été rassemblé avec son unité le 7 janvier 1865.
Après la fin de la guerre, Sutermeister est retourné à Fort Wayne et déménagé à Kansas City (Missouri). Il est mort le 3 mai 1907 et a été enterré dans le cimetière d'Elmwood. Parmi les 8 enfants de Sutermeister, on trouve: Arnold Henry Sutermeister (1869-1918); Paul Arthur, grand-père de Martha L. Ludwig; et Charles Oscar (1867-1937), père de Robert A. Sutermeister

## Littérature
- Remigius Sauerländer. Arnold Sutermeister, Architekt von Zofingen, Batteriekommandant im Amerik. Bürgerkrieg.	Joh. Fehlmann, 1909